# Базыр (деревня)
Базыр — деревня в Шарыповском районе Красноярского края России. Входит в состав Холмогорского сельсовета.

## География
Деревня расположена в 22 км к югу от районного центра Шарыпово.

## История
Основана в 1920 г. В 1926 году состояла из 45 хозяйств, основное население — русские. В административном отношении являлось центром Базырского сельсовета Берёзовского района Ачинского округа Сибирского края.

## Население
| 1926 | 1989 | 2002 | 2010 |
| ---- | ---- | ---- | ---- |
| 229  | ↘17  | ↗19  | ↘6   |

Гендерный состав
По данным Всероссийской переписи населения 2010 года 3 мужчины и 3 женщины из 6 чел.